# Моту (атолл)
Моту (полинез. «отрезанный, отделённый») — небольшие острова, окружающие центральный остров атолла, образовавшиеся в результате подъёма кораллового рифа. Моту встречается только в тропических водах.
Классический атолл представляет собой вулканический остров, окружённый коралловым рифом с более или менее многочисленными моту.
Моту состоят из кораллового известняка и, как правило, немного возвышаются над уровнем моря. Моту покрыты пальмами или другими тропическими растениями. Острова без растительности традиционно называют песчаной банкой или песчаной отмелью.
Моту бывают самой различной величины. Некоторые моту больших атоллов (например, Рангироа в архипелаге Туамоту) могут достигать площади, равной нескольким квадратным километрам, и зачастую даже бывают заселены. В то же время моту маленьких атоллов могут вмещать только несколько пальм.
- Строение атолла,
схематическое изображение
- Атолл Бора-Бора с прилегающими моту,
Французская Полинезия
- Группа небольших моту атолла Тикехау
(внутренняя лагуна — на заднем плане),
Французская Полинезия.